# Staranzano
Staranzano is een gemeente in de Italiaanse provincie Gorizia (regio Friuli-Venezia Giulia) en telt 6812 inwoners (31-12-2004). De oppervlakte bedraagt 18,7 km², de bevolkingsdichtheid is 369 inwoners per km².
De volgende frazioni maken deel uit van de gemeente: Alberoni, Bistrigna, Dobbia, Lido di Staranzano, Quarantia, Villaraspa, Le Coloschie, Bosco Grande, Bonifica del Broncolo, Punta Sdobba.

## Demografie
Staranzano telt ongeveer 2770 huishoudens. Het aantal inwoners steeg in de periode 1991-2001 met 11,1% volgens cijfers uit de tienjaarlijkse volkstellingen van ISTAT.
| Jaar | Inwoneraantal |
| ---- | ------------- |
| 1991 | 5980          |
| 2001 | 6642          |

## Geografie
De gemeente ligt op ongeveer 7 m boven zeeniveau.
Staranzano grenst aan de volgende gemeenten: Grado, Monfalcone, Ronchi dei Legionari, San Canzian d'Isonzo.